# Rion-des-Landes

Rion-des-Landes este o comună în departamentul Landes din sud-vestul Franței. În 2009 avea o populație de 2.360 de locuitori.

## Evoluția populației
| An        | 1975  | 1982  | 1990  | 1999  | 2006  | 2009  |
| --------- | ----- | ----- | ----- | ----- | ----- | ----- |
| Populație | 2.635 | 2.482 | 2.329 | 2.201 | 2.302 | 2.360 |